# Bühneneffekt
Ein Bühneneffekt ist ein optischer Effekt auf der Bühne, meistens gepaart mit einem akustischen Effekt.
Er dient dazu, im Ablauf des Bühnengeschehens durch oft überraschende optische Reize, nicht nur im Musiktheater fast immer von besonderen akustischen Reizen verstärkt, besonders eindrucksvolle Akzente zu setzen und Stimmungen hervorzurufen. 
Bühneneffekte werden erzeugt durch den Einsatz von Lichttechnik, Tontechnik, Pyrotechnik und Bühnentechnik. 
Häufig eingesetzte Bühneneffekte sind die Simulation von Gewitter, Feuer, Wasser und Schnee und das vermeintlich freie Fliegen von Menschen oder Requisiten.